# Ephyra

(Vermutete) Lage von Ephyra um 200 v. Chr.

Ephyra (griechisch Έφυρα, altgriechisch Ἔφυρα oder altgriechisch Ἔφυρη) war in der Antike eine Stadt an der Küste von Epirus in Griechenland. Ihr ursprünglicher Name lautete Kichyros (griechisch Κίχυρος; lat. Cichorus, Cichyrus), den sie später, möglicherweise nach 343/2 v. Chr., auch wieder erhielt. Sie lag Thukydides zufolge in der Region Elaiatis in der antiken Landschaft Thesprotia mit dem dazugehörigen Hafen Cheimerion.

## Lage
Laut mythologischer Überlieferung lag Ephyra am Acherusischen See, durch den der Fluss Acheron floss. Unterhalb der Stadt mündeten die zwei Flüsse Phlegethon und Kokytos in den Acheron. In der Nähe lagen die Küstenorte Phönice und Buchetium und im Landesinneren Clatria, Pandosia und Batia. Die Stadt wurde später Kichyros genannt. Pausanias erwähnte das Totenorakel von Aornos, das sich vermutlich in der Nähe befand.
Die Ruinen von Ephyra liegen nördlich des heutigen Dorfes Mesopotamo und 4 km vom Dorf Ammoudia in der Präfektur Thesprotia. Die ältesten Funde innerhalb der Akropolis von Ephyra stammen aus der Bronzezeit. Neben Fragmenten einheimischer Tongefäßen wurde auch spätmykenische Keramik des 14. und 13. Jahrhunderts v. Chr. (SH III A und III B) sowie Anzeichen für einen frühen Kult der Persephone entdeckt. In der Nähe der ehemaligen Stadt mündet wie in der Antike auch der Fluss Vovos in den Fluss Kokytos, welcher von Norden aus Paramythia her kommend auf Ephyra zufließt und auf Höhe der Ruinen in den aus Osten bzw. Nordosten kommenden Acheron mündet. In einer Entfernung von ca. 500 m findet sich auf einem Berg eine kleine Kirche eines spätbyzantinischen Klosters.
In antiker Zeit fand sich in unmittelbarer Nähe von Ephyra der Acherousia-See, welcher vom Acheron gespeist wurde und in seiner heutigen Mündungsebene lag. Der See ist mittlerweile verlandet und in die Mündungsebene des Acheron integriert. Diese hat auch die in der Antike noch weit in das Landesinnere ragende Bucht Glykys Limen (Bucht von Ammoudia) verlanden lassen und entsprechend verkleinert. In der Nähe der Stadt Ephyra fanden sich folgende weitere antike Siedlungen und Städte: Pandosia, Elaia und Buchetion.

## Überlieferung
Thesprotos, der Sohn des arkadischen Königs Lykaon, landete hier an der Küste und gründete Kichyros. Ephyros, Enkel des Aigisthos, regierte dort später und benannte die Stadt nach sich in Ephyra um. Als König Phylas über die Thesproter herrschte, zog Herakles mit den Kalydoniern gegen Ephyra und eroberte die Stadt.
Auf der Suche nach dem gefangen gehaltenen Theseus soll Herakles dem Mythos nach Ephyra besucht haben, erreichte die Freilassung seines Freundes und kehrte mit Theseus nach Athen zurück.
Nach dem Fall Trojas verschlug es Neoptolemos nach Ephyra. Er eroberte die Stadt und regierte kurze Zeit über die Thesproter. Nach einer anderen Version hatte jemand anderes die väterliche Herrschaft in Phthia in Thessalien übernommen und Neoptolemos eroberte auf Rat des Helenos Ephyra. Nach seinem Tod übernahm Molossos die Herrschaft. Nach diesem bestieg sein Bruder Pielos den Thron. Seine Nachkommen sollen über viele Jahrhunderte über Epirus geherrscht haben. So soll Neoptolemos I., der Vater der Olympias von Epirus, ein Nachfahre des Pielos sein.
Nach Angaben des römischen Historikers Velleius Paterculus soll Neoptolemos die Herrschaft über Epirus übernommen haben. Über Ephyra herrschte jedoch Phidippos, der Sohn des Thessalos und Enkel des Herakles.

## Ausgrabung

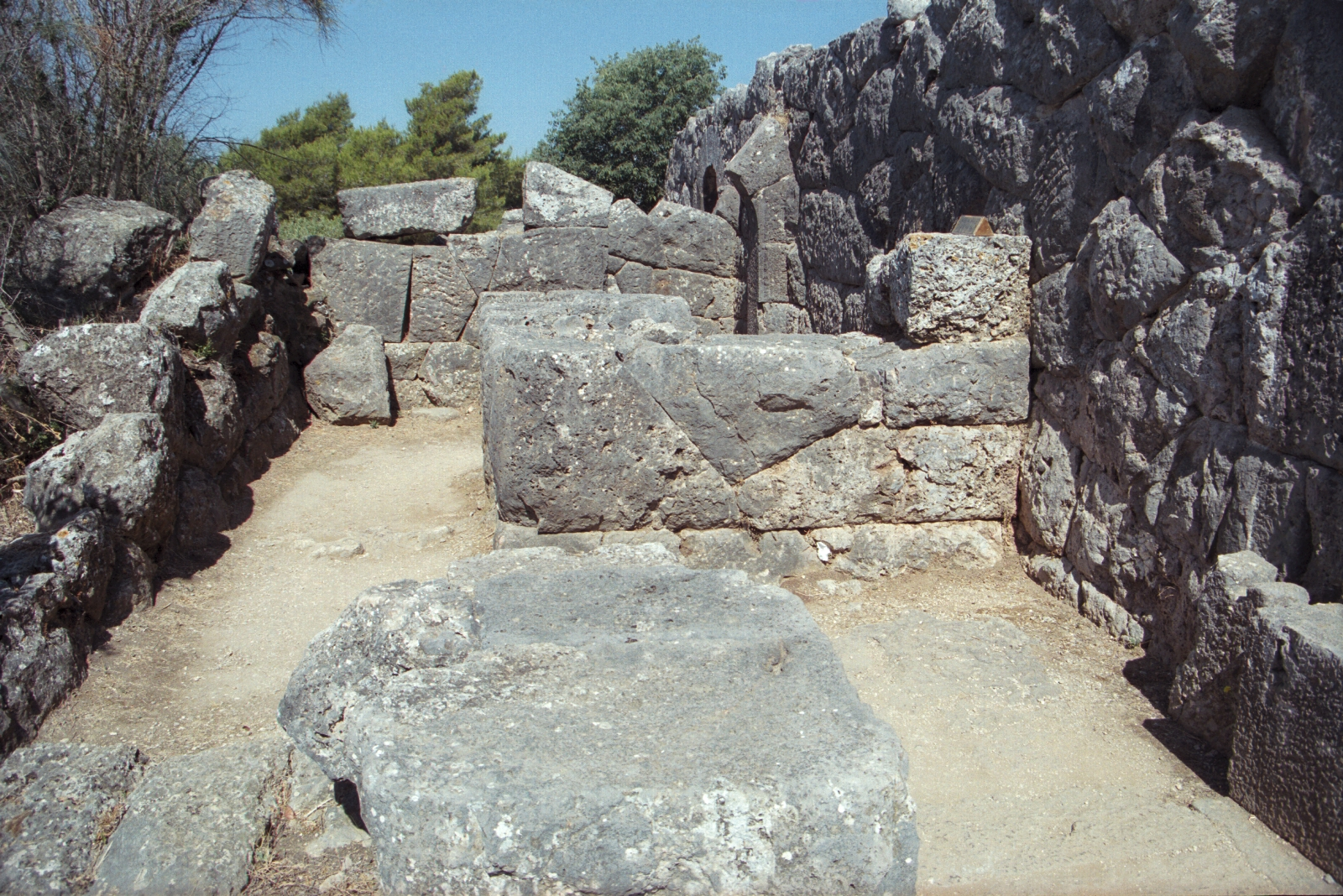
Nekromanteion von Ephyra

Die Ausgrabungen in Ephyra wurden zwischen 1958 und 1964 von der Archäologischen Gesellschaft Athen unter Leitung von Sotirios Dakaris (1916–1996) durchgeführt. Während weiterer Ausgrabungen zwischen 1976 und 1977 wurde im Rahmen der Ausgrabungen auf einer Fläche von 62 × 46 Meter unterhalb einer Kirche Überreste von Gebäuden freigelegt, welche nach Dakaris dem Totenorakel Nekromanteion zuzurechnen sind. Diese Zuschreibung ist jedoch umstritten (siehe Nekromanteion/Erforschung). Das Nekromanteion war das einzige Totenorakel in Griechenland. Die Überreste fanden sich in 500 m Entfernung zu den mykenischen Ruinen aus dem 14. Jahrhundert v. Chr.